# Andrea Huber
Andrea Huber, född den 9 maj 1975, är en schweizisk före detta längdåkare som tävlade internationellt mellan 1993 och 2004. Hennes största merit är bronsmedaljen i stafett i Salt Lake City 2002.